# Чакрым
Чакрым (в верховьях — Суу-Катар) — река в России, протекает в Республике Алтай. Устье реки находится в 4 км по правому берегу реки Шавла. Длина реки составляет 20 км.

## Притоки
- 11 км слева: Кара-Изюк

## Данные водного реестра
По данным государственного водного реестра России относится к Верхнеобскому бассейновому округу, водохозяйственный участок реки — Бассейн оз. Телецкое, речной подбассейн реки — Бия и Катунь. Речной бассейн реки — (Верхняя) Обь до впадения Иртыша.
Код объекта в государственном водном реестре — 13010100112115100001951.